# 시마 가라하우
시마 가라하우(Cima Garahau)는 가공의 인물로 OVA《기동전사 건담 0083 스타더스트 메모리》의 등장인물. (성우: 마시바 마리)
지온 공국군 돌격기동군 소속으로 일년전쟁 당시 최종 계급은 중령. 성격은 매우 호전적이다. 
일년전쟁 개전 직전에 편성된 해병상륙전투부대(M.A.U)에 요임(遙任) 형태로 함대 사령관이 된 아사쿠라 대령 대신 사령 대리로서 배속되었다(당시 계급은 소령). 휘하 함대는 전원이 그녀와 동향인 마할 콜로니 출신이었으며, 함대 사령 대리인 그녀의 이름을 따 시마 함대라 불리게 되었다. 일년전쟁 시에는 주로 파괴 공작 임무를 수행, 콜로니 낙하 작전 시에는 콜로니에 독가스를 주입했으며(상관으로부터는 최면 가스라고 전해 들었다), 그것이 그녀의 트라우마가 되었던 듯하다.  
더러운 임무를 다수 수행한 탓에 아군 진영 내에서의 평판도 좋지 않았으며, 종전 후 자신의 보신을 꾀한 아사쿠라 대령이 관련 책임을 그들에게 떠넘기면서 액시즈행을 거부당했다.  
고향조차 솔라 레이로 개조되어 돌아갈 장소를 잃어버린 시마 함대는 우주 해적으로서 살아갈 수밖에 없게 되었다. 민간, 연방 때로는 다른 공국군 잔당의 선박까지 가리지 않고 약탈 대상으로 삼았다. 
한편, 생존 수단으로서 그리고 장래의 안위 획득을 위한 포석으로 연방 및 아나하임 일레트로닉스에 독자적인 파이프 라인을 만들기 위해 분주히 행동했다. 대의를 위해 산 에귀유 델라즈 및 애너벨 가토와는 정반대의 인물이라고 할 수 있으며, 대의라는 명목 아래 계속해서 농락을 당했던 그녀에게 그것은 당연한 일이라 할 수 있겠다.  
모빌 슈트 파일럿으로서도 매우 우수한 실력을 가지고 있던 그녀의 일년전쟁시 격추수는 56기이다. 종전 시 탑승기는 MS-14Fs 겔구그 마리네(겔구그 해병대 지휘관 사양)였으며, 델라즈 분쟁 종반에 거베라 테트라(Gerbera Tetra)로 탑승기를 바꾸기 전까지 동 기체를 사용했다.   
《기동전사 v 건담》에 등장하는 카테지나 루스와 함께 「우주세기 이대 독부」로 불리며, 일부에서는 숭배와도 비슷한 인기를 자랑한다.  
델라즈 분쟁 시, 델라즈 플리트가 참가해 콜로니 강탈 등의 임무를 수행했지만, 한편으로는 연방으로의 귀순 및 사면(赦免)을 요구하며 지구연방군과 뒷거래를 진행하기도 했다. 델라즈의 기함이자 작전 기함인 그와덴의 제압에 성공하지만 델라즈와 가토의 순국적인 행위에 의해 결국 실패하고 말았다.  
분쟁 최종 국면에서 아나하임사와의 뒷거래로 획득한 거베라 테트라로 출격, 코우 우라키와 전투를 벌이지만 건담 시작 3호기의 메가 빔 캐논에 탑승기를 꽤뚫린 상태에서 그대로 영 거리에서 포격을 받고 문자 그대로「소멸」했다.